# Mao Fumei
Mao Fumei (kinesiska: 毛福梅; pinyin: Máo Fúméi), född 9 november 1882, död 12 december 1939, var Chiang Kai-sheks första fru och Chiang Ching-Kuos biologiska mor.
Mao föddes i Fenghua i Ningbo i Zhejiang-provinsen, och som de flesta kvinnor under den tiden var hon analfabet. Hon gifte sig med Chiang Kai-shek i ett arrangerat äktenskap 1901. När Chiang kom tillbaka från Japan skilde han sig från henne 1921. Hon dödades 1939 i en japansk flygräd mot familjens Chiangs hem(zh) i Xikou.